# Peter Weiß (Politiker)

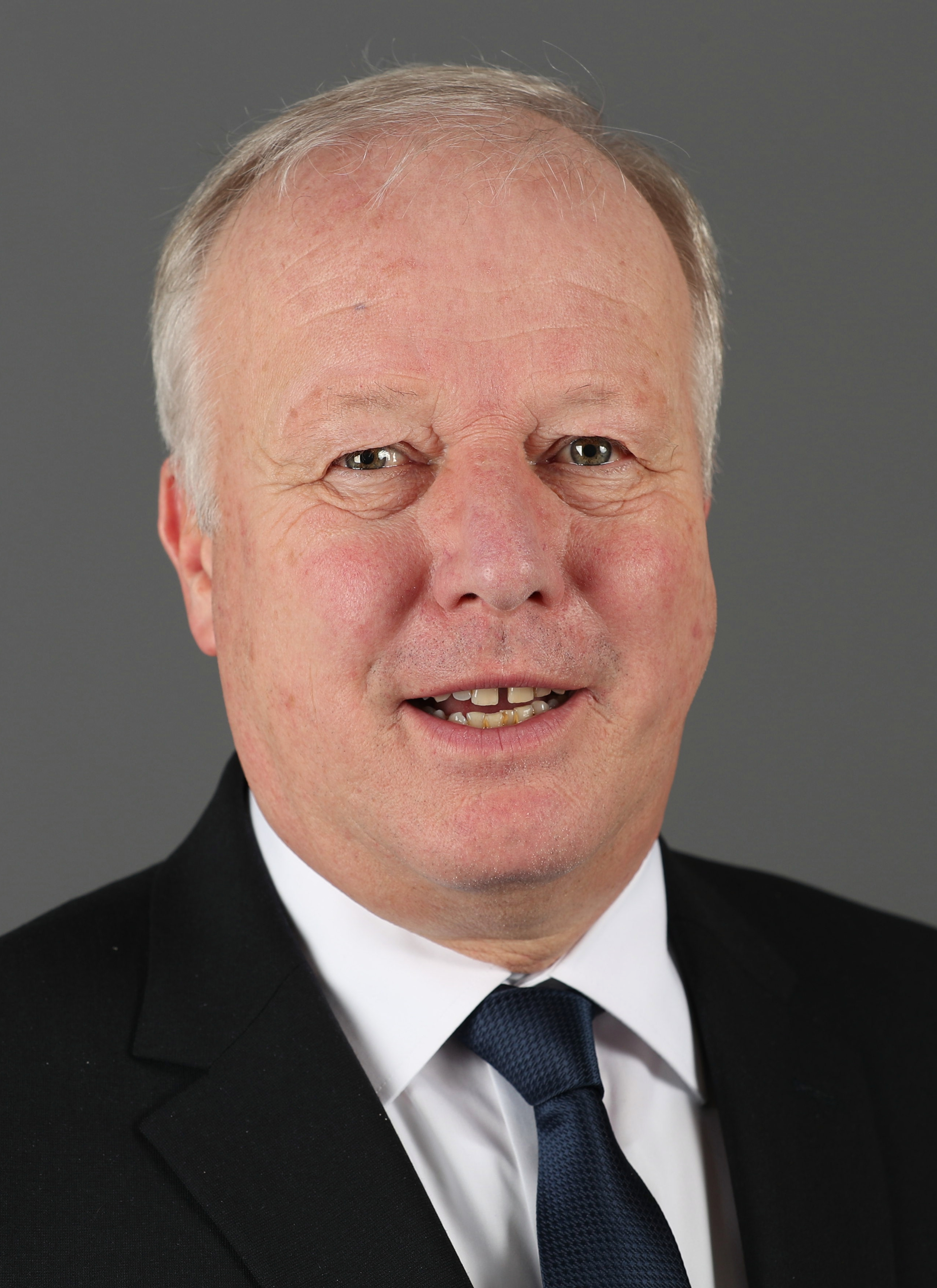
Peter Weiß (2020)

Peter Siegfried Weiß (* 12. März 1956 in Freiburg im Breisgau) ist ein deutscher Politiker (CDU). Er war von 1998 bis 2021 Mitglied des Deutschen Bundestages und dort Vorsitzender der Arbeitsgruppe Arbeit und Soziales der CDU/CSU-Bundestagsfraktion. Seit 2021 ist er Bundeswahlbeauftragter für die Sozialversicherungswahlen.

## Leben und Beruf
Peter Weiß ist im südbadischen Reute im Landkreis Emmendingen und später in Freiburg im Breisgau aufgewachsen. Nach dem Abitur 1976 studierte Weiß bis 1982 Katholische Theologie an der Albert-Ludwigs-Universität Freiburg und der Eberhard-Karls-Universität Tübingen. Danach absolvierte er ein Volontariat und war anschließend in München als Redakteur tätig. 1985 wechselte er als Pressereferent in die Bundeszentrale des Deutschen Caritasverbandes nach Freiburg im Breisgau. Von 1988 bis 1990 war Weiß dort persönlicher Referent des Generalsekretärs und von 1990 bis 1991 Beauftragter für die Zusammenarbeit mit den Verbänden in den neuen Bundesländern. Ab 1991 war er schließlich als Referatsleiter im Generalsekretariat und ab 1993 auch als Geschäftsführer der Katholischen Fachhochschule Freiburg tätig.

## Partei
Weiß gehörte von 1976 bis 1982 dem Vorstand des Bezirksverbandes Südbaden der Jungen Union (JU) und dem JU-Landesvorstand in Baden-Württemberg an. Zudem war er Kreisvorsitzender der Jungen Union Freiburg. Nachdem er von 1989 bis 1991 zunächst stellvertretender Vorsitzender war, war er von 1991 bis 1997 Vorsitzender des CDU-Kreisverbandes Freiburg. Von 1994 bis 1998 war er Vorsitzender der CDU-Fraktion im Freiburger Gemeinderat.
Weiß gehört dem Vorstand des CDU-Bezirksverbandes Südbaden an. Seit 2000 ist er Vorsitzender der Christlich-Demokratischen Arbeitnehmerschaft (CDA) in Südbaden, sowie kooptiertes Mitglied des Bundesvorstands der CDA.

## Abgeordneter
Weiß war von 1998 bis 2021 Mitglied des Deutschen Bundestages. Von 2009 bis 2018 war er Vorsitzender der Arbeitnehmergruppe der CDU/CSU-Bundestagsfraktion. Am 29. Januar 2018 wurde er zum Vorsitzenden der Arbeitsgruppe Arbeit und Soziales gewählt. Darüber hinaus hatte er folgende Positionen inne:
- Mitglied im Ausschuss für Arbeit und Soziales
- Mitglied des Vermittlungsausschusses von Bundestag und Bundesrat
- Stellvertretendes Mitglied im Gesundheitsausschuss
- Vorsitzender des Arbeitskreises Lateinamerika in der CDU/CSU-Bundestagsfraktion
- Stellvertretender Vorsitzender der Deutsch-Brasilianischen Parlamentariergruppe
- Stellvertretendes Mitglied in der deutsch-französischen Versammlung

Peter Weiß ist stets als direkt gewählter Abgeordneter des Wahlkreises Emmendingen – Lahr in den Bundestag eingezogen. Bei der Bundestagswahl 2017 erreichte er 37,6 % der Erststimmen. Im 19. Deutschen Bundestag war Weiß ordentliches Mitglied im Ausschuss für Arbeit und Soziales, sowie im Vermittlungsausschuss. Zudem gehörte er als stellvertretendes Mitglied dem Ausschuss für Gesundheit an. Bei der Bundestagswahl 2021 trat er nicht erneut für ein Parlamentsmandat an.
Im Juni 2021 wurde er vom Bundesminister für Arbeit und Soziales, Hubertus Heil, mit Wirkung vom 1. Oktober 2021 zum Bundeswahlbeauftragten für die Sozialversicherungswahlen benannt.
Seit 2024 ist Weiß Mitglied des Gemeinderats von Waldkirch und Vorsitzender der dortigen CDU-Fraktion.

## Gesellschaftliches Engagement
Weiß engagiert sich in verschiedenen Organisationen und Verbänden. Er ist u. a. Vorstandsmitglied des Vereins Xertifix, Präsident des Maximilian-Kolbe-Werkes und Vorsitzender der Maximilian-Kolbe-Stiftung, Aufsichtsratsvorsitzender des Caritasverbandes für die Erzdiözese Freiburg. Darüber hinaus ist er u. a. Mitglied im Ethik-Beirat der Pax-Bank.

## Politische Positionen
Peter Weiß begründet seine politischen Positionen mit der christlichen Soziallehre, die ihn dazu verpflichtet, sich zunächst denen zuzuwenden, die benachteiligt sind und am Rande der Gesellschaft stehen. Besonders in der Arbeitsmarktpolitik ist diese christliche Sichtweise für ihn von zentraler Bedeutung.
Um für mehr Lohngerechtigkeit zu sorgen, war er aktiv an der Durchsetzung von Branchenmindestlöhnen u. a. für Pflegehilfskräfte und Leiharbeiter beteiligt. Ferner setzt er sich intensiv für eine allgemeinverbindliche Lohnuntergrenze ein, bei der die Tarifautonomie gewahrt bleibt. Auf dem Bundesparteitag der CDU 2011 wurde schließlich eine Lohnuntergrenze für Bereiche beschlossen, in denen es keine tarifvertragliche Regelungen gibt.
Intensiv beschäftigt er sich mit rentenpolitischen Themen. So hat er sich maßgeblich für eine Verbesserung der Mütterrente eingesetzt. Zuletzt forderte er, um Altersarmut zu vermeiden, Änderungen bei der Erwerbsminderungsrente sowie eine Versicherungspflicht für Solo-Selbstständige in der gesetzlichen Rentenversicherung mit Opt-Out-Möglichkeit. Das neue Betriebsrentenstärkungsgesetz hat er maßgeblich mitgeprägt.
Peter Weiß hat sich für einen Vorrang der Qualifizierung und Weiterbildung hier ansässiger Arbeitskräfte zur Sicherung des Fachkräftebedarfs der Zukunft eingesetzt. Der Zuzug von Experten aus Ländern außerhalb der EU in Mangelberufe solle nachrangig erfolgen.
In der Arbeitsmarktpolitik setzt sich Weiß für neue Integrationschancen von Langzeitarbeitslosen ein. Mit den neuen auf fünf Jahre angelegten Lohnkostenzuschüsse und der Begleitung durch einen Coach soll dies gelingen.
Einer Verlängerung der Höchstbezugsdauer des Kurzarbeitergeldes und der Erstattung der Sozialversicherungsbeiträge steht Weiß kritisch gegenüber.
Eine Hauptursache für die Abwanderung junger Hochschulabsolventen aus Deutschland sieht er darin, dass diesen zum Berufseinstieg häufig nur befristete Beschäftigungsverhältnisse oder geringer bezahlte Leiharbeitsverhältnisse angeboten werden. Er fordert deshalb ein Umdenken der Wirtschaft.
Ein Anliegen von Peter Weiß ist die bessere Teilhabe von Menschen mit Behinderung. So hat er am Zustandekommen des Bundesteilhabegesetzes mitgewirkt und sich für die neuen Instrumente Budget für Arbeit und Budget für Ausbildung eingesetzt.

## Privates
Peter Weiß ist verheiratet, katholisch und hat drei Kinder.

## Publikationen
- Rehabilitation – ein Schwerpunktthema der Sozialpolitik der Zukunft, im BDH Magazin, Ausgabe 11/12-2020
- Die Zukunft der sozialen Selbstverwaltung, Braun/Klenk/Klemens (Hrsg.), Selbstverwalter, Stuttgart 2022
- Grundsätzlich christlich-sozial, Matthias Zimmer (Hrsg.), Beitrag "Rente", Mai 2023
- Schlussbericht der Bundeswahlbeauftragten für die Sozialversicherungswahlen 2023, Bundessozialwahlbeauftragter.de
- Spielräume der Selbstverwaltungen achten, Ersatzkasse Magazin 5. Ausgabe 2024
- Selbstverwaltung braucht mehr Kompetenzen und Verfassungsrang, Netzwerk Sozialrecht 09.12.2024
- Für eine Soziale Selbstverwaltung mit verfassungsrechtlicher Garantie, Artikel im Heft 1 - März 2025 der DRV Zeitschrift Deutsche Rentenversicherung
- Die Sozialbeiträge sind 4,5 Prozentpunkte zu hoch, Interview für die FAZ,  17.06.2025
- Die Selbstverwaltung muss ins Grundgesetz, Kolping Magazin Ausgabe August 2025